# ヨハン1世 (スウェーデン王)
ヨハン・スヴェルケルソン (スウェーデン語: Johan Sverkersson, 1201年 - 1222年3月10日）は、スウェーデン王（ヨハン1世、在位：1216年 - 1222年）。

## 生い立ちと即位
ヨハン・スヴェルケルソンは、スヴェルケル家のスウェーデン王スヴェルケル2世とフォルクング家のインゲヤード・ビルイェルスドッテル（ビルイェル・ブローサ娘）の息子である。スヴェルケル2世は1208年のレーナの戦いで敗れ、1210年のイェスティールレンの戦いで敗死した。これにより、彼と争っていたエリク家のエリク・クヌートソンがエリク10世として即位した。

## 即位と治世
1216年にエリク10世が急死すると、スウェーデン貴族は教皇の意向に反して15歳のヨハンを擁立した。彼は1219年にヨハン1世として戴冠した。彼の治世の間に、ヨハン1世の従兄のヤール、カール・ドーヴ（聾のカール）と聖職者カール・マグヌソンがエストニアのレーネに遠征したが、1220年リフラの戦いで両者とも戦死し、その後300年にわたりスウェーデンの勢力はエストニアから駆逐されることとなった。この遠征についてはリヴォニアのヘンリーの年代記やリヴォニアの押韻年代記に記されている。
ヨハン1世は1222年に死去した。子が無かったために、再びエリク家のエリク・エーリクソンが6歳でエリク11世として即位した。